# Северноселькупский язык
Северносельку́пский язы́к — язык северных селькупов, которые проживают в бассейнах среднего и верхнего Таза, среднего Пура и на левых притоках среднего Енисея — Турухане (Фарково) и Елогуе (Келлог). Относится к селькупской подгруппе южной группы самодийской ветви уральской языковой семьи. Распространён на юго-востоке Ямало-Ненецкого автономного округа, а также на смежной территории Туруханского района Красноярского края.

## История
До середины-конца 2000-х гг. некоторые представители старших поколений северных селькупов Туруханского района владели также одним или несколькими языками соседей — эвенкийским, кетским или ненецким тундровым. В верховьях Таза и Пура было также распространено владение ненецким лесным языком.

## Внутренняя классификация

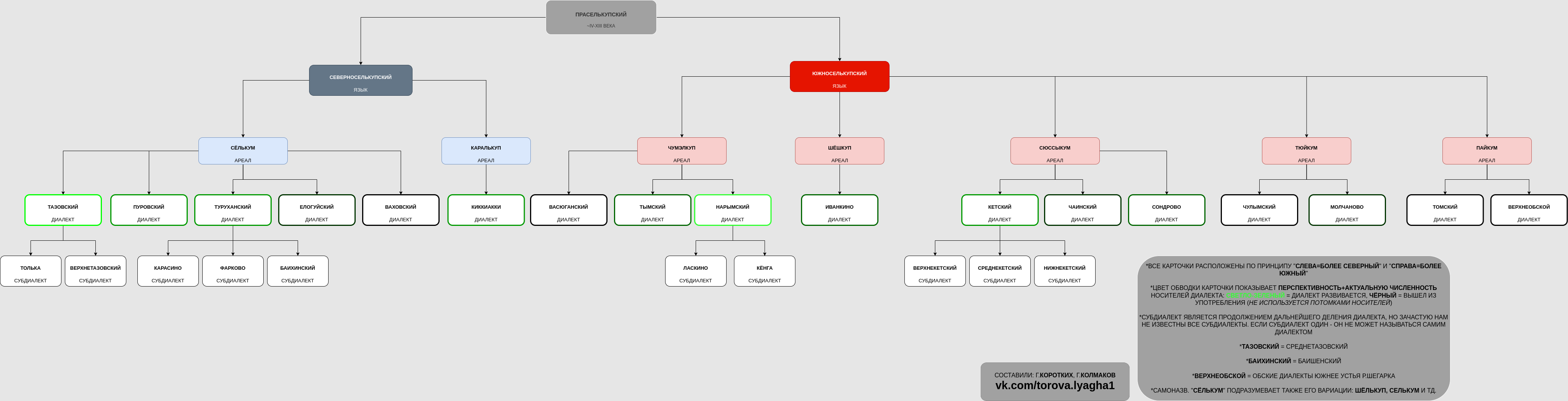
Диалектная схема селькупских языков

- Тазовские диалекты:
  - среднетазовский
  - верхнетазовский
- Туруханские диалекты:
  - баихинский (баишенский)
  - карасинский
- Толькинский диалект
- Ваховский диалект

## Письменность
Письменность создана и внедрена в 1930-х на основе латинской графики, позднее появился кириллический вариант. В 1950-е — 1980-е годы письменность практически не использовалась и не имела стабильной нормы. Ныне действующий алфавит создан в конце 1980-х годов.
Алфавит северноселькупского литературного языка (среднетазовский диалект):
| А а | Ӓ ӓ | Б б | В в | Г г | Д д | Е е | Ә ә | Ё ё | Ж ж | З з |
| И и | І і | Й й | К к | Ӄ ӄ | Л л | М м | Н н | Ӈ ӈ | О о | Ө ө |
| Ӧ ӧ | П п | Р р | С с | Т т | У у | Ӱ ӱ | Ф ф | Х х | Ц ц | Ч ч |
| Ш ш | Щ щ | Ъ ъ | Ы ы | Ь ь | Э э | Ю ю | Я я |     |     |     |

## Лингвистическая характеристика

#### Фонетика и фонология
Северноселькупский язык обладает богатым вокализмом (25 гласных фонем и 16 согласных). В ауслауте чередуются гоморганные носовые и смычные согласные.

#### Морфология
Сфера использования множественного числа сократилась в связи с широким использованием собирательных форм, система падежей расширилась, отрицательный глагол отсутствует. Имеется ряд лексических параллелей с кетским и другими енисейскими, хантыйским, тунгусо-маньчжурскими языками.